# Arrondissement Boulogne-sur-Mer
Das Arrondissement Boulogne-sur-Mer ist eine Verwaltungseinheit im französischen Département Pas-de-Calais innerhalb der Region Hauts-de-France. Verwaltungssitz (Unterpräfektur) ist Boulogne-sur-Mer.

## Kantone
Zum Arrondissement gehören Gemeinden aus vier Kantonen:
- Boulogne-sur-Mer-1
- Boulogne-sur-Mer-2
- Desvres
- Outreau

## Gemeinden
| 1. Alincthun (62022)              | 2. Ambleteuse (62025)               | 3. Audembert (62052)              | 4. Audinghen (62054)            |
| 5. Audresselles (62056)           | 6. Baincthun (62075)                | 7. Bazinghen (62089)              | 8. Belle-et-Houllefort (62105)  |
| 9. Bellebrune (62104)             | 10. Beuvrequen (62125)              | 11. Boulogne-sur-Mer (62160)      | 12. Bournonville (62165)        |
| 13. Brunembert (62179)            | 14. La Capelle-lès-Boulogne (62908) | 15. Carly (62214)                 | 16. Colembert (62230)           |
| 17. Condette (62235)              | 18. Conteville-lès-Boulogne (62237) | 19. Courset (62251)               | 20. Crémarest (62255)           |
| 21. Dannes (62264)                | 22. Desvres (62268)                 | 23. Doudeauville (62273)          | 24. Echinghen (62281)           |
| 25. Équihen-Plage (62300)         | 26. Ferques (62329)                 | 27. Halinghen (62402)             | 28. Henneveux (62429)           |
| 29. Hervelinghen (62444)          | 30. Hesdigneul-lès-Boulogne (62446) | 31. Hesdin-l’Abbé (62448)         | 32. Isques (62474)              |
| 33. Lacres (62483)                | 34. Landrethun-le-Nord (62487)      | 35. Leubringhen (62503)           | 36. Leulinghen-Bernes (62505)   |
| 37. Longfossé (62524)             | 38. Longueville (62526)             | 39. Lottinghen (62530)            | 40. Maninghen-Henne (62546)     |
| 41. Marquise (62560)              | 42. Menneville (62566)              | 43. Nabringhen (62599)            | 44. Nesles (62603)              |
| 45. Neufchâtel-Hardelot (62604)   | 46. Offrethun (62636)               | 47. Outreau (62643)               | 48. Pernes-lès-Boulogne (62653) |
| 49. Pittefaux (62658)             | 50. Le Portel (62667)               | 51. Quesques (62678)              | 52. Questrecques (62679)        |
| 53. Rety (62705)                  | 54. Rinxent (62711)                 | 55. Saint-Inglevert (62751)       | 56. Saint-Léonard (62755)       |
| 57. Saint-Martin-Boulogne (62758) | 58. Saint-Martin-Choquel (62759)    | 59. Saint-Étienne-au-Mont (62746) | 60. Samer (62773)               |
| 61. Selles (62786)                | 62. Senlecques (62789)              | 63. Tardinghen (62806)            | 64. Tingry (62821)              |
| 65. Verlincthun (62845)           | 66. Vieil-Moutier (62853)           | 67. Wacquinghen (62867)           | 68. Le Wast (62880)             |
| 69. Wierre-Effroy (62889)         | 70. Wierre-au-Bois (62888)          | 71. Wimereux (62893)              | 72. Wimille (62894)             |
| 73. Wirwignes (62896)             | 74. Wissant (62899)                 |                                   |                                 |

## Neuordnung der Arrondissements 2017

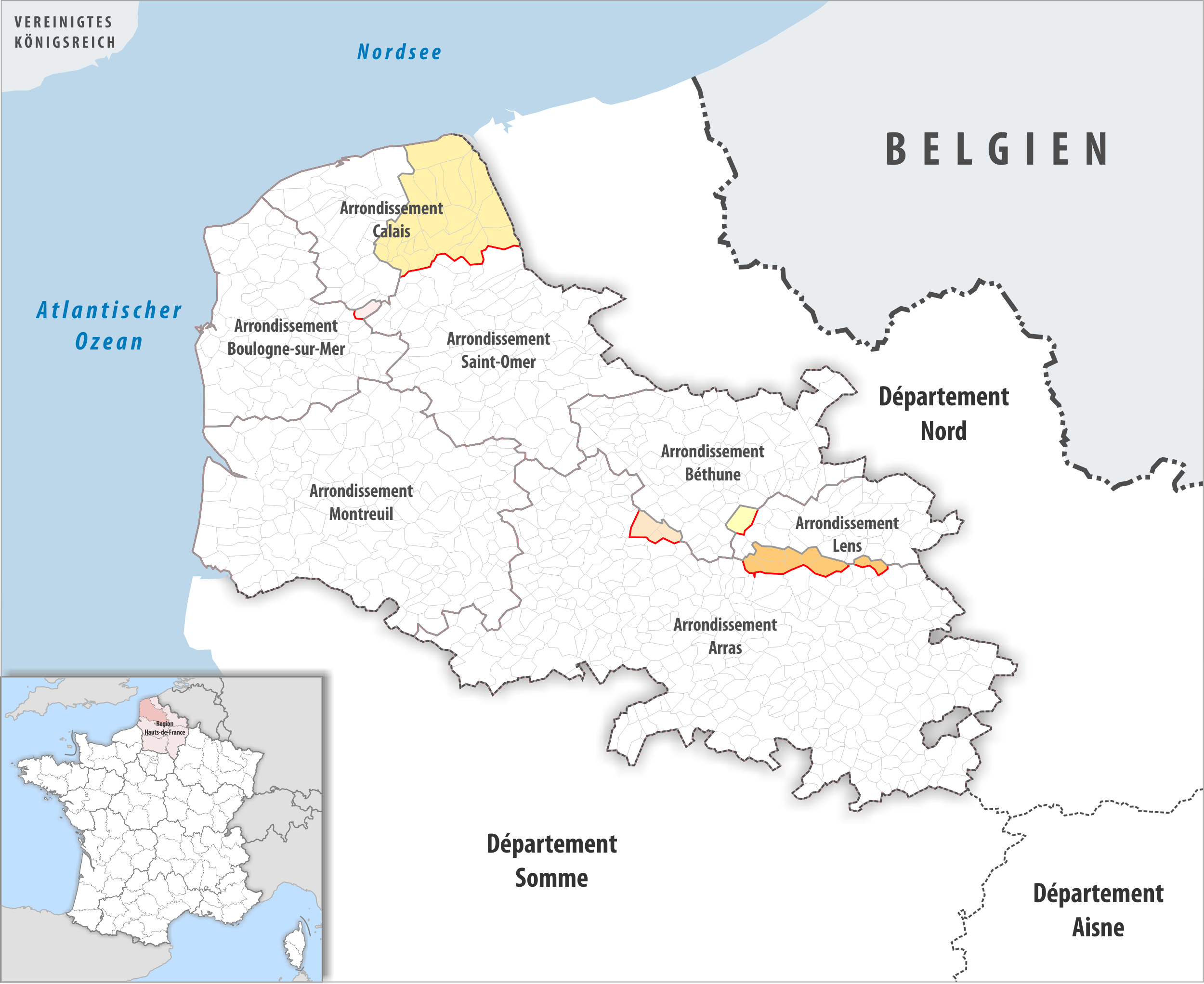
Arrondissementsanpassungen im Jahr 2017

Durch die Neuordnung der Arrondissements im Jahr 2017 wurde die Fläche der Gemeinde Bainghen aus dem Arrondissement Boulogne-sur-Mer dem Arrondissement Calais zugewiesen.